# 天主教烏赫爾教區
天主教烏赫爾教區（拉丁語：Dioecesis Urgellensis）是天主教會在西班牙的一個教區。屬塔拉戈納總教區。始於4世紀。
教區位於加泰隆尼亞西北部，安道爾公國也是教區的一部份，而 1278 年 9 月 8 日起主教同時是兩個安道爾大公之一（另一個是法國的國家元首）。教座位於塞奧德烏赫爾。
2010 年有教友 195,270 人，佔轄區總人口 96.3%。教區下轄 363 個堂區，有 107 名司鐸。現任主教為霍安·恩里克·比韦斯·西西利亚，為僅存的采邑主教。

## 教區範圍
烏赫爾教區面積 7630 平方公里，根據 2000 年的人口普查，人口為 200,761 人，是加泰隆尼亞八個主教區中最大的一個，同時也是人口最稀少的一個教區。該教區與比克、索爾索納、萊里達、巴瓦斯特羅-蒙松、土魯斯、帕米耶和佩皮尼昂的教區接壤。多年來，烏赫爾與帕利亚斯和塞尔达尼亚在中世紀時構成的伯國有著深厚的聯繫，形成一個歷史和地理上的單位，一直延續至今。
教區的管轄範圍延伸到 408 個教區，盡管如今有些教區的人口非常少。幾乎所有教區的歷史都可以追溯到很久以前，教堂的主保聖人也反映了這一點。最常見的主保聖人有聖瑪利亞（在90個教區教堂中，包括大教堂）、聖伯多祿（35個）、聖馬爾定（29個）、聖撒多寧（24個）、聖斯德望（23個）、聖彌額爾（19個）、聖安德肋（17個）、聖儒里安（12個）、聖猶拉利阿（11個）、聖文生和聖斐列（10個）。教區的許多教堂，不論是教區教堂還是其他教堂，都保存著具有重要建築特色的元素，其中 36 座教堂被認定為西班牙的國家重要文化財寶。

## 歷屆任職主教
| 名稱                            | 任職年份         |
| ------------------------------- | ---------------- |
| Justus I                        | 527年前－546年後 |
| Leuberic                        | 683年－693年     |
| Antonio Pérez（總主教）         | 1627年－1632年   |
| Joan Josep Laguarda i Fenollera | 1902年－1906年   |
| Justí Guitart i Vilardebó       | 1920年－1940年   |
| 祖安·馬丁·艾蘭尼斯              | 1971年－2003年   |
| 霍安·恩里克·比韦斯-西西利亚     | 2003年－2025年   |
| 塞拉诺·旁尼达                   | 2025年－至今     |